# Пиер Бурдийо
Пиер Бурдийо (на френски: Pierre Bourdieu, р. 1 август 1930 – п. 23 януари 2002) е известен френски социолог.

## Биография
Пиер Бурдийо е роден на 1 август 1930 г. в градчето Денген, Пиренеите, в Югозападна Франция. Баща му е местният пощальон. Бурдийо е блестящ ученик в училище, макар че по същото време е и звезда на отбора по ръгби. По-късно се премества в Париж, където учи в Екол нормал сюпериор (École Normale Supérieure), а негов учител е Жак Дерида. По това време Бурдийо се интересува от Мерло-Понти, Хусерл и Хайдегер, привличат го и съчиненията на младия Маркс. Неговата дипломна теза от 1953 г. е върху философията на Лайбниц.
След успешното дипломиране по философия Бурдийо работи известно време като учител до повикването му в армията. Служи две години в Алжир, където френските войски се сражават с алжирските бунтовници. В периода 1959 – 1960 г. Бурдийо чете лекции в университета в град Алжир и същевременно изследва традиционното стопанство и етническата култура на берберите. Завръщайки се от Алжир, Бурдийо споделя: „като философ си казвах, че ми отне твърде дълго време да призная пред себе си, че вече съм антрополог“.
От 1960 г. Бурдийо отново е в Париж. През 1962 г. се жени за Мари-Клер Бризар. Учи антропология и социология и чете лекции в университетите в Париж (1960 – 1962) и Лил (1962 – 1964). През 1964 г. се присъединява към факултета по социални науки към École des Hautes Études. През 1968 г. става директор на Центъра по европейска социология, където с група колеги инициира серия изключително успешни изследвания, свързани с културните и социалните различия във френското общество и механизмите на налагане на господство с цел възприемане и легитимиране на доминиращата култура.
Културата и образованието са централни в неговата работа от този период най-вече като примери за потвърждение на по-общата теория за статусните различия и тяхното възпроизводство. Например в „Репродукцията“ (1970) Пиер Бурдийо се опитва да докаже, че френската образователна система е основната причина за културните различия във френското общество. Той загатва и за връзка между символното насилие на педагогическите действия и държавния образователен монопол за легитимиране на психологическото насилие.
През 1975 г. Пиер Бурдийо основава списание „Actes de la recherche en sciences socials“, където публикува и по-голямата част от важните си съчинения през 70-те и 80-те години на 20 век.
От 1981 г. заема престижното място на професор по социология в Колеж дьо Франс. След 1980 г. Пиер Бурдийо става един от най-често цитираните френски социални учени. От средата на 90-те години на XX век той все повече се дистанцира от академичната среда и се отдава на публична обществена дейност. Подкрепя работнически стачки, говори пред форуми на домакини, гостува в телевизионни програми, а през 1996 г. основава публичната компания „Liber“. През 1998 г. Бурдийо публикува в „Монд дипломатик“ статия, в която сравнява дискурса на неолиберализма с дискурса на психиатрите в лудницата. Една от последните му монографични публикации е върху мъжкото господство, но едновременно с това пише за неолибералното говорене, за изкуството на Едуар Мане и на Бетовен.
Пиер Бурдийо умира от рак на 24 януари 2002 г. в болницата „Свети Антоан“ в Париж. Веднага след смъртта му всички големи френски и западноевропейски издания публикуват паметни бележки, интервюта и речи, с което отбелязват широката публична тежест на Бурдийо в западния свят не само като изследовател и интелектуалец. Самият той пише в последните години от живота си своя интелектуална автобиография, която излиза скоро след смъртта му. Сред това обилие от материали от и за Бурдийо са голямото му интервю в „New Left Review“ (2002) с писателя Гюнтер Грас по най-злободневни теми от дневния ред на европейските общества, както и забележителният In memoriam от неговите колеги и приятели Крег Калун и Лоик Вакан, публикуван от името на Американската социологическа асоциация .

### На български още
- 2012 Полета.
  - т. 1, Полета на духа. Съставителство и превод от френски Недка Капралова. София: Изток-Запад, 2012. ISBN 978-619-152-098-5[9]
  - т. 2, Полета на властта, (т.1, София: Изток-Запад,)

### За него
- Ивайло Знеполски, Вебер и Бурдийо: Подходи към интелектуалците, София: Дом на науките за човека и обществото (София: ИК Силви арт), 2003.
- Пламен Бочков, Пиер Бурдийо и рефлексивната антропология. Значими имена в антропологията. Лекции по антропология. София: НБУ, 2004, с. 115
- „Пиер Бурдийо“ в сп. Социологически проблеми, тримесечно списание на Института по социология при БАН, XL (2008) 1 – 2: 111 – 173 (ISSN 0324 – 1572)